# Грейгнамана
Грейгнамана (Грейгнаманах; англ. Graiguenamanagh / Graignamanagh; ирл. Gráig na Manach-Tigh na hInse, «монашеское селение») — (переписной) посёлок в Ирландии, находится на границах графств Килкенни (провинция Ленстер) и Карлоу.

## Демография
Население — 1376 человек (по переписи 2006 года). В 2002 году население составляло 1435 человек.
Данные переписи 2006 года:
| Общие демографические показатели |               |                               |                               |      |      |
| Всё население                    | Всё население | Изменения населения 2002—2006 | Изменения населения 2002—2006 | 2006 | 2006 |
| 2002                             | 2006          | чел.                          | %                             | муж. | жен. |
| 1435                             | 1376          | −59                           | −4,1                          | 700  | 676  |

В нижеприводимых таблицах сумма всех ответов (столбец «сумма»), как правило, меньше общего населения населённого пункта (столбец «2006»).
| Религия (Тема 2 — 5 : Число людей по религиям, 2006) |             |                |             |            |       |      |
| Католики, чел.                                       | Католики, % | Другая религия | Без религии | не указано | сумма | 2006 |
| 1315                                                 | 95,6        | 23             | 28          | 10         | 1376  | 1376 |

| Этно-расовый состав (Этничность. Тема 2 — 3 : Постоянное население по этническому или культурному происхождению, 2006) |            |              |       |        |        |            |       |       |
| Белые ирландцы | Лухт-шулта | Другие белые | Негры | Азиаты | Другие | Не указано | сумма | 2006  |
| 1295 | 0          | 43           | 1     | 6      | 5      | 13         | 1363  | 1376  |
| Доля от всех отвечавших на вопрос, %                                                                                   |            |              |       |        |        |            |       |       |
| 95,0 | 0,0        | 3,2          | 0,1   | 0,4    | 0,4    | 1,0        | 100   | 99,11 |

1 — доля отвечавших на вопрос о языке от всего населения.
| Владение ирландским языком (Тема 3 — 1 : Число людей от 3 лет и старше по способности говорить по-ирландски, 2006) |      |            |       |       |
| Владеете ли Вы ирландским языком?                                                                                  |      |            |       |       |
| Да | Нет  | Не указано | сумма | 2006  |
| 462 | 852  | 18         | 1332  | 1376  |
| Доля от всех отвечавших на вопрос о языке, %                                                                       |      |            |       |       |
| 34,7 | 64,0 | 1,4        | 100   | 96,81 |

1 — доля отвечавших на вопрос о языке от всего населения.
| Использование ирландского языка (Тема 3 — 2 : Говорящие по-ирландски от 3 лет и старше по частоте использования ирландского языка, 2006) |                                                            |                                               |                                               |                                               |                                               |                                               |       |                                     |      |
| Как часто и где Вы говорите по-ирландски?                                                                                                |                                                            |                                               |                                               |                                               |                                               |                                               |       |                                     |      |
| ежедневно, только в образовательных учреждениях                                                                                          | ежедневно, как в образовательных учреждениях, так и вне их | в других местах (вне образовательной системы) | в других местах (вне образовательной системы) | в других местах (вне образовательной системы) | в других местах (вне образовательной системы) | в других местах (вне образовательной системы) | сумма | всего, отвечавших на вопрос о языке | 2006 |
| ежедневно, только в образовательных учреждениях                                                                                          | ежедневно, как в образовательных учреждениях, так и вне их | ежедневно                                     | каждую неделю                                 | реже                                          | никогда                                       | не указано                                    | сумма | всего, отвечавших на вопрос о языке | 2006 |
| 129 | 3                                                          | 3                                             | 23                                            | 162                                           | 135                                           | 7                                             | 462   | 1332                                | 1376 |
| Доля от всех отвечавших на вопрос о языке, %                                                                                             |                                                            |                                               |                                               |                                               |                                               |                                               |       |                                     |      |
| 9,7 | 0,2                                                        | 0,2                                           | 1,7                                           | 12,2                                          | 10,1                                          | 0,5                                           | 34,7  | 100                                 |      |

| Типы частных жилищ (Тема 6 — 1(a) : Число частных домовладений по типу размещения, 2006) |          |         |                 |            |       |      |
| Отдельный дом                                                                            | Квартира | Комната | Переносные дома | не указано | сумма | 2006 |
| 453                                                                                      | 31       | 0       | 1               | 17         | 502   | 1376 |